# 프레드 트럼프 주니어
프레더릭 크라이스트 트럼프 주니어(영어: Frederick Crist Trump Jr., 1938년 10월 14일 ~ 1981년 9월 26일)는 미국의 비행기 조종사 및 유지보수 직원이었다. 부동산 사업가 프레드 트럼프의 장남이었던 그는 항공 조종사가 되기로 결정하면서 아버지의 호의에서 멀어졌고, 동생 도널드가 가업을 물려받게 되었다.
프레드 주니어와 도널드는 모두 트럼프가 조종사가 되었다고 폄하했다. 1970년대 초, 프레드 주니어는 알코올 의존증으로 인해 더 이상 조종사로 활동할 수 없었고, 이는 그의 치명적인 심장마비의 원인이 되기도 했다.

## 어린 시절
프레더릭 크라이스트 트럼프 주니어는 1938년 10월 14일, 뉴욕 퀸스에서 부유한 부동산 개발업자 프레드 트럼프와 메리 앤 매클라우드 트럼프의 장남으로 태어났다. 1956년 프레드 주니어는 세인트 폴 학교를 졸업했다. 같은 해 아버지 프레드 주니어는 운동장을 새롭게 단장하고 자신을 기리기 위해 트럼프 필드로 이름을 바꾸기 위해 기부했다.

## 중년 및 경력
1958년 트럼프는 바하마에서 휴가를 보내던 중 린다 클래프를 만났다. 이후 승무원이 되어 아이들 와일드 공항 근처에서 아파트를 구하는 데 도움을 요청했고, 두 사람은 곧 데이트를 시작했다. 1961년 그는 그녀에게 청혼했다. 1962년 초, 두 사람은 플로리다주에서 결혼했고, 그녀는 승무원의 결혼을 허용하지 않는 항공사에서 사임했다. 두 사람은 맨해튼에 정착하여 1962년 11월에 첫 아이 프레더릭 크라이스트 트럼프 3세를 낳았다. 이듬해에는 퀸스 자메이카에 있는 프레드 시니어의 아파트 중 한 채로 이사했다. 이 기간 동안 트럼프는 아버지의 부동산 관리 업무를 담당했다.

## 알코올 의존증 및 사망
1970년, 일련의 가정 내 사건이 발생한 후 클래프는 트럼프에게 집을 떠나라고 요청하고 프레드 트럼프에게 자물쇠를 교체해 달라고 요청했다. 알코올 의존증으로 인해 조종사로 계속 활동할 수 없게 되자 트럼프는 아버지의 사업을 위해 다시 일했다. 결국 그는 부모님 집의 가구가 없는 다락방으로 이사하여 다시 한 번 트럼프 부동산 관리 업무를 수행했다. 1981년 9월 26일, 42세의 나이로 알코올 사용으로 인한 심장마비로 사망했다.